# Svedruža
Svedruža – wieś w Chorwacji, w żupanii krapińsko-zagorskiej, w gminie Petrovsko. W 2011 roku liczyła 374 mieszkańców.